# Лобова Ольга Володимирівна
О́льга Володи́мирівна Ло́бова (нар. 11 вересня 1969 року, Путвиль) — українська вчена-педагог, доктор педагогічних наук (2012), професор (2013). Авторка підручників та посібників з мистецтва.

## Біографічні дані
Народилася 11 вересня 1969 року в Путвилі.
У 1993 році закінчила Сумський педагогічний інститут, де відтоді й працює: з 2011 — професор кафедри педагогічної творчості й освітніх технологій.
Згодом — професор кафедри дошкільної і початкової освіти.

## Наукова робота
Наукові дослідження: педагогіка вищої школи, теорія та методика музичної, мистецької освіти школярів. Авторка підручників, зокрема «Музичне мистецтво» для 5 (2005) та 1 (2012) класів, методичного посібника «Уроки музичного мистецтва в 1 класі» (2012; усі — Київ).
Авторка понад 150 наукових публікацій, серед яких 6 розділів у колективних монографіях, 3 навчальні програми для ЗЗСО (з грифами МОН), 26 підручників з грифами МОН (з них 12 підручників перекладені іноземними мовами), 17 навчальних посібників (з грифами МОН), 8 методичних посібників для вчителів, понад 60 статей у фахових українських та зарубіжних виданнях. Під її керівництвом захищено 6 кандидатських дисертацій і 1 дисертація рівня доктора філософії.

### Основні праці
За ЕСУ:
- Podręczniki edukacji muzycznej dla szkoły podstawowej na Ukrainie // Wychowanie muzyczne w szkole. — 2007. — № 3;
- Формування основ музичної культури молодших школярів: теорія та практика. — С., 2010;
- Національне та інтеркультурне виховання молодших школярів на уроках музичного мистецтва // Початкова школа. — 2013. — № 4[1].

## Нагороди та відзнаки
- Грамота МОН України (2005);
- знак «А. С. Макаренко» (2008),
- грамоти ОДА (2006, 2012), подяка ОДА (2012);
- почесна грамота НАПН (2014);
- грамоти, дипломи І ступеня за перемоги у конкурсах наукових і навчально-методичних робіт викладачів СДПУ — в номінації «Навчальні посібники для ЗНЗ» (2013 рік), у 2003—2006, 2011—2016, 2019, 2020, 2022 — за підручники «Музика», навчально-методичні комплекти «Музичне мистецтво» та «Мистецтво»;
- Подяка обласної ради (2023);
- Дошка пошани університету «Кращі імена—2024» (2024)[2].